# Elachista indigens
Elachista indigens é uma espécie de insetos lepidópteros, mais especificamente de traças, pertencente à família Elachistidae. Foi descrita por Lauri Kaila em 2011. É encontrada na Austrália, no estado de Nova Gales do Sul.
A envergadura dos espécimes machos varia de 9,4 a 10 milímetros. Tanto as asas traseiras quanto as asas dianteiras são de coloração cinza pálida.